# Gimbte
Gimbte ist ein Ortsteil mit rund 1.000 Einwohnern der nordrhein-westfälischen Stadt Greven im nördlichen Münsterland.

## Lage
Der Ort befindet sich südlich des Stadtkerns von Greven am linken Ufer der Ems im Zentrum des Dreiecks zwischen dem Grevener Stadtzentrum und den beiden Stadtteilen Sprakel und Gelmer von Münster.

## Namensherkunft
Der Name geht auf das Adelsgeschlecht derer von Gimpte zurück.

## Geschichte

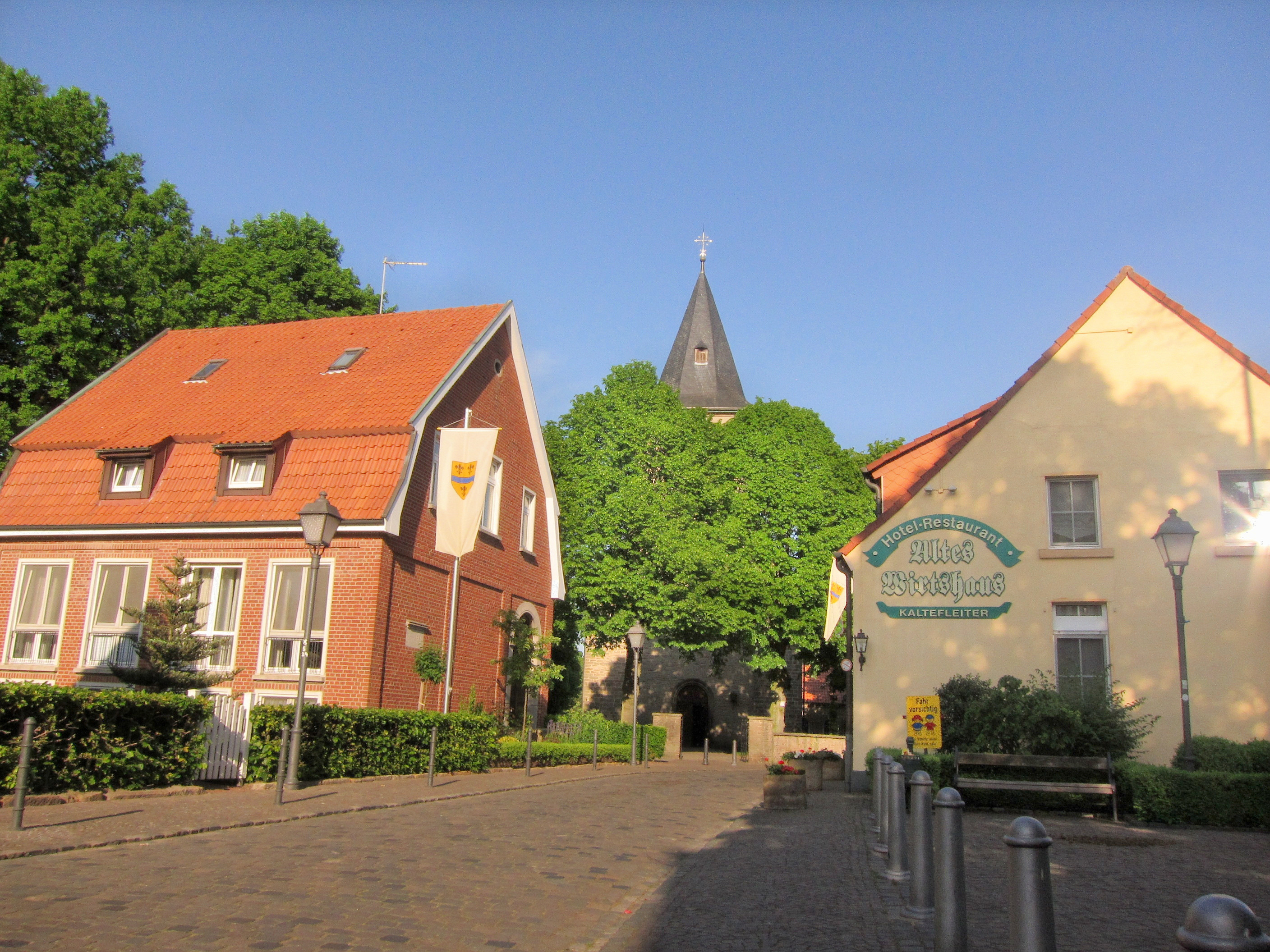
Ortskern von Gimbte, mit Blick auf St. Johannes

Die Geschichte von Gimbte reicht zurück bis in das Frühe Mittelalter in der Zeit um das 8. und 9. Jahrhundert. Allerdings weisen Funde darauf hin, dass bereits zur Steinzeit Menschen hier verweilten. Der Ursprung des heutigen Gimbte waren zwei Drubbel, jeweils eine enge Gruppe von Bauernhäusern. Keimzelle war der Hof Schulze-Bisping, der im Jahre 1040 vom münsterschen Fürstbischof Hermann I. dem Stift Überwasser geschenkt wurde. Etwa zur gleichen Zeit wurde die Kirche St. Johannes als Tochterpfarrei von St. Martinus errichtet. Zusammen mit dem Kirchspiel Greven gehörte Gimbte bis zur Auflösung des Hochstifts Münster im Jahr 1802 zum Amt Wolbeck, bevor es unter der Herrschaft der Franzosen der Mairie St. Mauritz zugeschlagen wurde. Ab dem Jahr 1821 gehörte es zum Amt Greven und ab 1841 war es eine eigenständige Landgemeinde innerhalb des Amtes. In den 1930er Jahren wurde das Bett der Ems einige hundert Meter vom Ort weg verlegt, um die Hochwassergefahr zu verringern. 1954 wurde das Amt Greven aufgelöst. Fortan wurde Gimbte gemäß einer Übereinkunft zur Verwaltungsgemeinschaft von der Stadt Greven verwaltet.
Mit der Gebietsreform, die am 1. Januar 1975 in Kraft trat, verlor Gimbte seine Eigenständigkeit und ist seitdem ein Ortsteil der Stadt Greven. Durch den Strukturwandel in der Landwirtschaft verlor Gimbte seit den 1980er Jahren mehr und mehr seinen Charakter als Bauerndorf. Neben einigen Höfen prägen heute mehrere Gasthöfe sowie zahlreiche Einfamilienhäuser das Ortsbild. Gimbte ist nicht zuletzt wegen seines malerischen Ortskerns ein beliebtes Ausflugsziel für Radfahrer aus der Umgebung. Mittlerweile überregionale Bedeutung hat der seit 1985 jährlich stattfindende Kleinkunstmarkt.